# Atelier Théâtre Jean Vilar

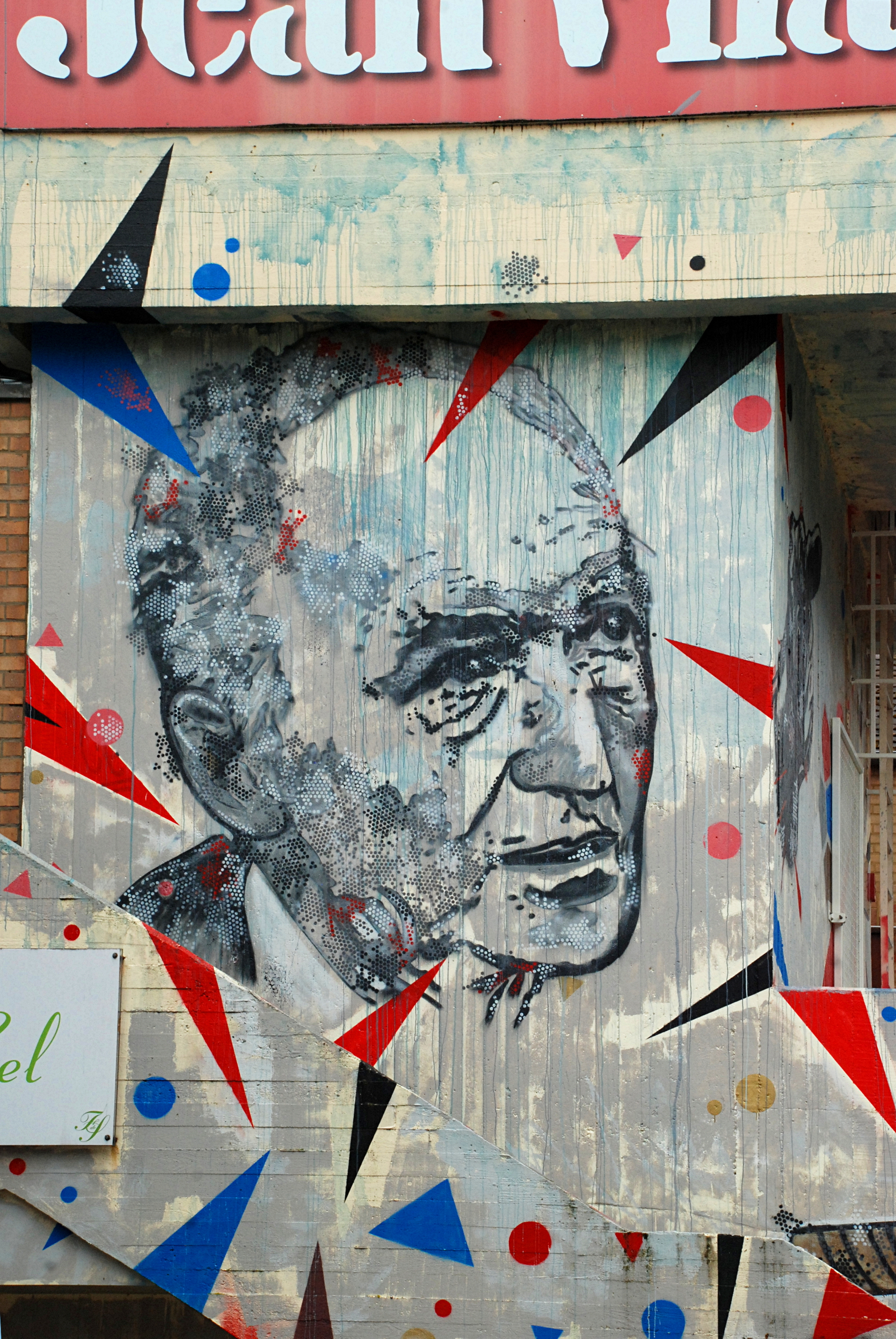
Jean Vilar.

L’Atelier Théâtre Jean Vilar est une institution théâtrale fondée en 1968 par le comédien, metteur en scène et directeur de théâtre belge Armand Delcampe. 
Les trois salles utilisées par l'institution sont situées à Louvain-la-Neuve, section de la ville belge d'Ottignies-Louvain-la-Neuve, dans la province du Brabant wallon.

## Historique
L'Atelier Théâtre Jean Vilar est la continuation du Théâtre Universitaire de Louvain (TUL) fondé en 1961 par le professeur Raymond Pouilliart et Armand Delcampe, qui était alors étudiant en droit,,,.
Il est fondé en 1968 par le comédien, metteur en scène et directeur de théâtre belge Armand Delcampe, qui a voulu par là créer un théâtre dans la lignée de Jean Vilar, comédien, metteur en scène et directeur de théâtre français, fondateur du Festival d'Avignon et directeur du Théâtre National Populaire,,.
Dès la saison 1968/1969, l'Atelier Théâtre Jean Vilar met l'accent sur la multiplicité des expressions en arts scéniques et le mélange des genres, avec un répertoire et un choix d'artistes résolument progressistes.
Les activités de l'Atelier sont transférées en 1975 à Louvain-la-Neuve, où il s'installe en un premier temps à la ferme de Blocry,. Selon Armand Delcampe, les conditions étaient alors très rustiques : « Quand je suis arrivé à la Ferme de Blocry, il y avait encore du foin dans la grange, du fumier dans la cour et des porcs dans la porcherie ».
L'Université aménage la ferme en cinq mois.  L'étude de cette salle est confiée à Arik Joukovsky. Dans l'intervalle, on implante un chapiteau dans le champ de betteraves voisin, et c'est là que démarre la saison 1975-1976.
L'Atelier théâtral partage à l'époque la ferme avec deux écoles de théâtre : le Centre d'études théâtrales et l'Institut des arts de diffusion (IAD). Les étudiants, les professeurs et les troupes de passage étaient logés dans de petites chambres qui furent par la suite aménagées pour accueillir les bureaux de l'administration de l'Atelier Théâtre Jean Vilar en 2001.
Mais l'Atelier se sent vite à l'étroit dans la salle du Blocry, qui ne compte que 220 places, et le besoin se fait sentir de construire une plus grande salle, dont la construction est confiée à l'architecte Jean Potvin. 
D'une capacité de 654 places, la nouvelle salle dénommée Théâtre Jean Vilar est inaugurée en janvier 1979. L'aménagement scénographique de cette salle, dans un bâtiment construit au départ pour abriter un restaurant universitaire,, est à nouveau confié à Arik Joukovsky.
L'Aula Magna, bâtie entre 1999 et 2001 par le bureau d'architecture Philippe Samyn and Partners, est inaugurée en 2001, et devient le troisième lieu de représentation de l'Atelier Théâtre Jean Vilar.
En 1997, Cécile van Snick arrive aux côtés d'Armand Delcampe et devient l'adjointe du directeur. 
En 2009, Armand Delcampe quitte sa fonction de directeur, qui est reprise par Cécile Van Snick,.

## Salles et locaux
Les spectacles de l'Atelier Théâtre Jean Vilar sont présentés dans trois salles, toutes situées à Louvain-la-Neuve, : 
- le Théâtre Blocry (ferme de Blocry), place de l'Hocaille no 6 ;
- le Théâtre Jean Vilar, rue du Sablon no 9 ;
- l'Aula Magna, place Raymond Lemaire no 1.

L'administration de l'Atelier Théâtre Jean Vilar est située dans la ferme de Blocry.
En 2018, Cécile Van Snick annonce la construction d'un nouveau Théâtre Jean Vilar pour 2022 : les travaux commenceront en 2020 et on va creuser la dalle de Louvain-la-Neuve pour construire la nouvelle salle de spectacle.

Les trois sites utilisés par l'Atelier Théâtre Jean Vilar
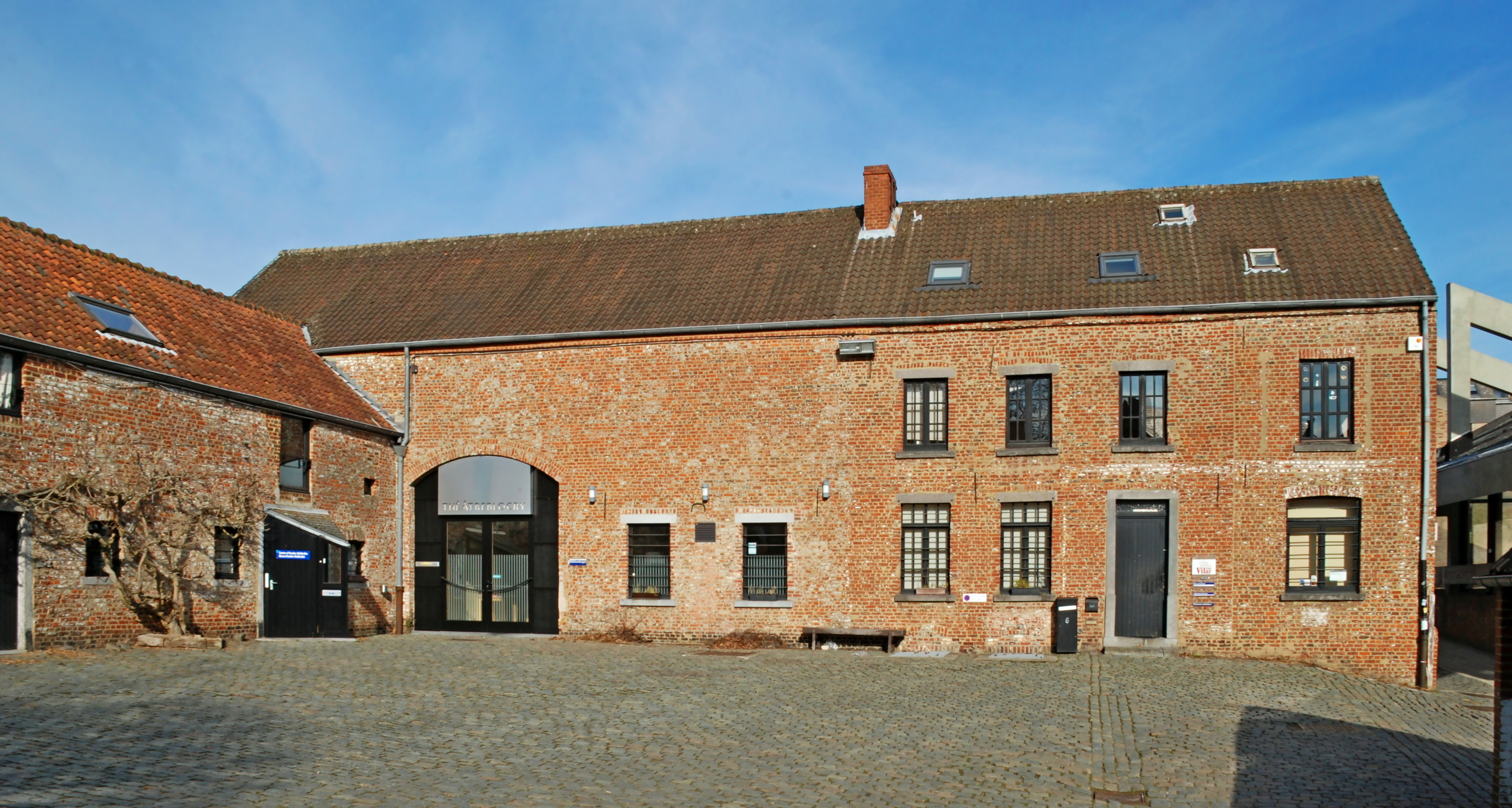
La ferme de Blocry (site utilisé depuis 1975).
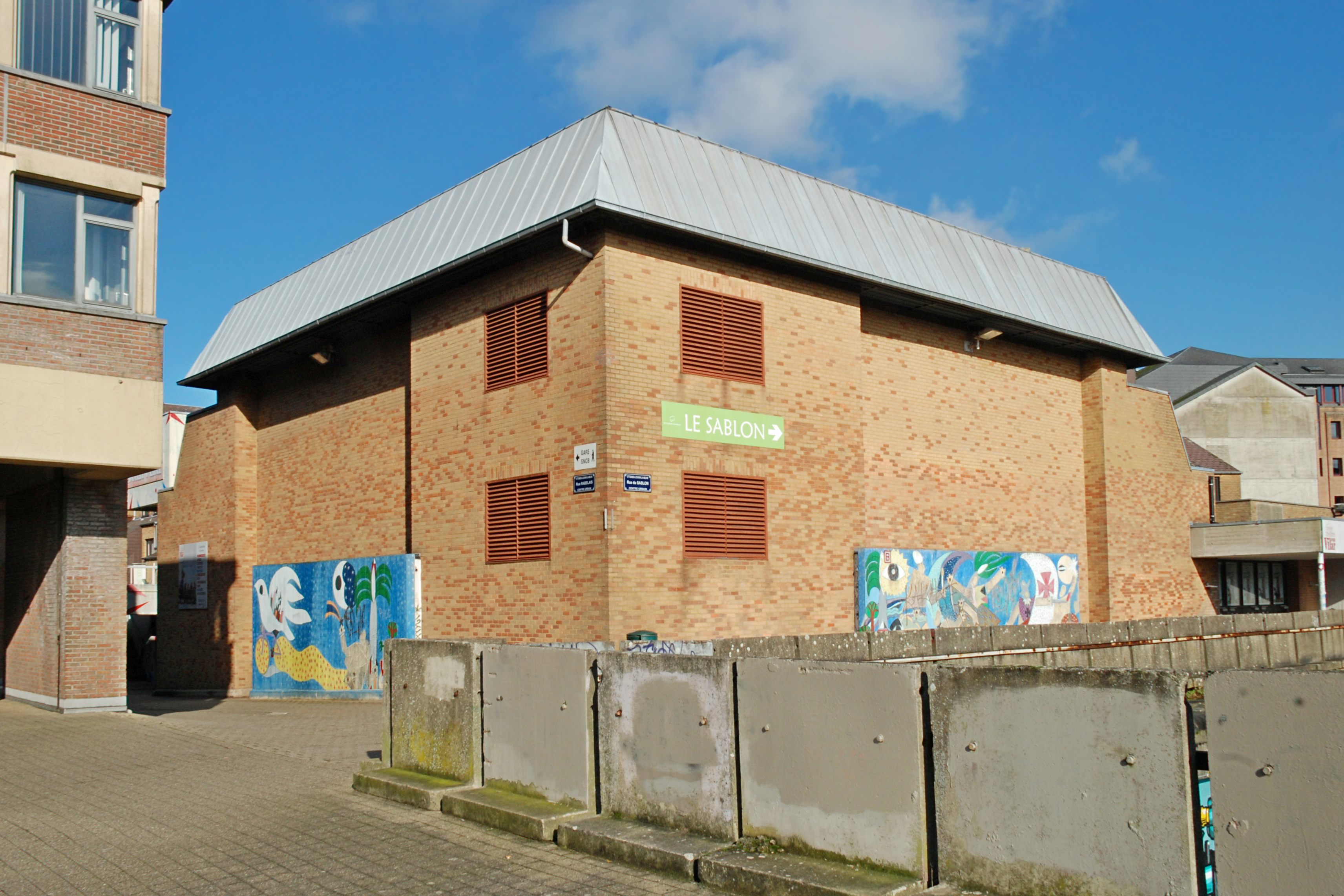
Le Théâtre Jean Vilar (site utilisé depuis 1979).
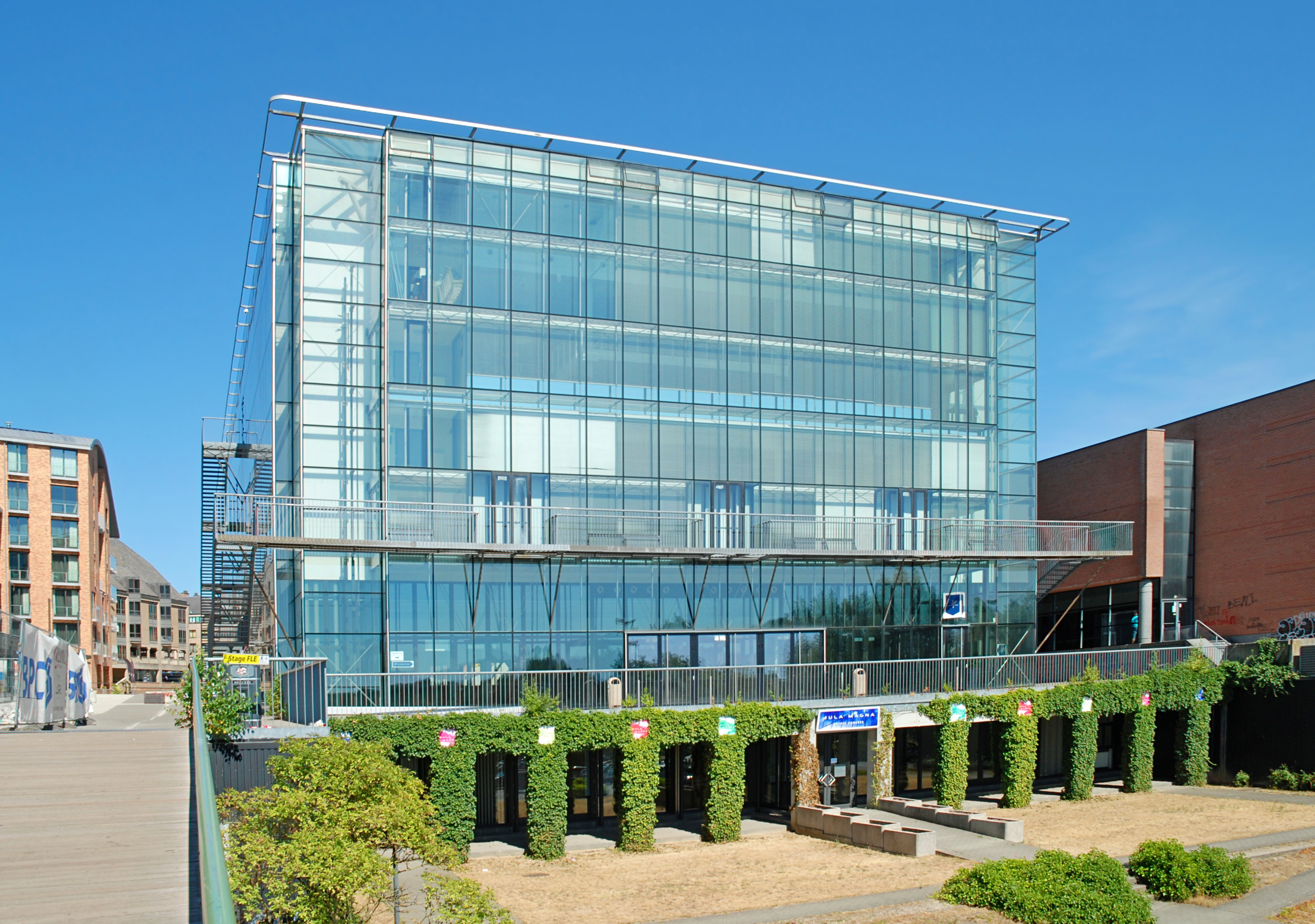
L'Aula Magna (site utilisé depuis 2001).

## Programmation
La programmation de l'Atelier Théâtre Jean Vilar se compose de créations et d'accueils, de spectacles classiques et contemporains, d'auteurs belges et étrangers. Les comédiens chevronnés y côtoient de jeunes acteurs sortant des écoles de théâtre.
L'Atelier Théâtre Jean Vilar a monté 140 spectacles depuis 1975 et « a invité les plus prestigieuses compagnies, les plus grands comédiens, les metteurs en scène et les scénographes contemporains les plus marquants ».

## Cinquantième anniversaire
À l'occasion de ses 50 ans, l' Atelier Théâtre Jean Vilar organise une semaine festive du 21 au 25 mai 2019.